# Sandra Savaglio
Sandra Savaglio (Cosenza, 27 settembre 1967) è un'astronoma, astrofisica e politica italiana, specializzata nello studio delle origini dell'universo.

## Biografia
Cresciuta nel borgo di Marano Marchesato, in provincia di Cosenza, dopo la laurea con lode in Fisica nel 1991 presso l'Università della Calabria, il dottorato, sempre nella medesima università, e un breve periodo di post-doc in Francia, Savaglio lavorò alla Johns Hopkins University di Baltimora dal settembre 2001 al febbraio 2006 come docente e collaboratrice di Karl Glazebrook, oltre che collaborando con lo Space Telescope Science Institute. In quel periodo apparve sulla copertina della rivista Time, come simbolo dei molti scienziati europei che si trasferivano negli Stati Uniti d'America. Si è poi trasferita in Germania all'Istituto Max Planck di fisica extraterrestre, dove creò la base dati SQL per i Gamma-Ray Burst Host Studies (GHostS), il principale database sulle galassie emettenti lampi di raggi gamma. Savaglio è stata attiva nel progetto "Gemini Deep Deep Survey" che raccolse dati sulla metallicità delle galassie primigenie, sull'evoluzione delle galassie sferiche e perché molte di esse sembrino antiche. Nel 2014 è tornata in Calabria, dove è professoressa di astrofisica all'Università della Calabria.. Oltre all'attività accademica, è impegnata nella promozione della scienza e delle donne nella scienza.
Il 20 febbraio 2020 viene nominata assessore regionale, con delega all'Università, Ricerca Scientifica ed Istruzione, della Regione Calabria. Dal maggio 2020 fino all'agosto 2024, è sata membro del Consiglio Scientifico dell'Istituto Nazionale di Astrofisica. Dal febbraio 2024, è membro del Consiglio Tecnico-Scientifico dell'Agenzia Spaziale Italiana e dal dicembre 2024, è membro del Comitato per la selezione dei vertici degli Enti di Ricerca vigilati dal MUR.

## Opere
Oltre a un'amplissima produzione scientifica, Savaglio ha scritto Senza attendere. Ricerca, educazione e democrazia (con Mario Caligiuri: Rubbettino, 2006, ISBN 978-8849814859) e Tutto l'universo per chi ha poco spazio-tempo (Mondadori, 2018, ISBN 978-8804668947).

## Premi e riconoscimenti
- Premio Pitagora 2008[6]
- Premio Casato Prime Donne  2014[7]
- L'Asteroide 114612 Sandrasavaglio porta il suo nome